# Gomphurus modestus
Gomphurus modestus – gatunek ważki z rodziny gadziogłówkowatych (Gomphidae). Występuje na południu Stanów Zjednoczonych; stwierdzony w stanach Tennessee, Teksas, Missisipi, Luizjana, Floryda, Arkansas i Alabama.